# 제7회 서울 국제 만화 애니메이션 페스티벌
제7회 서울 국제 만화 애니메이션 페스티벌은 2003년 8월 12일에 열린 시상식이다.

## 수상 및 후보

### 장편 - 그랑프리
- 왕후 심청 - 넬슨 신 수상

### 장편 - 우수상
- 카우보이 비밥 - 천국의 문 - 와타나베 신이치로 수상

### 장편 - 심사위원 특별상
- 오세암 - 성백엽 수상

### 장편 - 네티즌 초이스
- 오세암 - 성백엽 수상

### 일반단편 - 그랑프리
- Jo Jo In the Stars - 마크 크레이스트 수상

### 일반단편 - 우수상
- 개와 고양이의 이상한 동거 - 시리 멜키아 수상

### 일반단편 - 심사위원 특별상
- 앞서나가는 자 - 케빈 존슨 수상

### 일반단편 - 관객상
- 죽음에 대처하는 법 - 이그나시오 페레라스 수상

### 일반단편 - 네티즌 초이스
- 영원의 응시 - 샘 첸 수상

### TV & 커미션드 - 심사위원 특별상
- 로비의 모험 - 피터 피크 수상
- 겨울서정 - 박재동 수상
- 쥬라네식 - 인아 로디제 수상

### 인터넷 애니메이션 - 싸이월드 우수상
- 더 박서 - 신태식 수상

### 인터넷 애니메이션 - 네티즌 초이스
- 쿤스트바 - 스티브 화이트하우스 수상
- 징기징고 - 최진영 수상

### 신인감독상
- 쿤스트바 - 스티브 화이트하우스 수상
- 징기징고 - 최진영 수상
- 지나가기 - 테오도어 우쉐프 수상

### 경쟁장편부문
- 모기 한숨을 쉬다 - 이광욱 수상